# Siren (Audioformat)
Siren ist ein verlustbehaftet komprimierendes Audio-Datenformat auf der Basis einer Frequenztransformation.
Siren kommt in drei Varianten, die unterschiedlich breite Frequenzreproduktion aufweisen: Siren7, Siren14 und Siren22 mit entsprechender Reproduktion von Frequenzen bis zu 7, 14 oder 22 kHz. Dabei sind für monophone Reproduktion Bitraten von 16, 24, 32, 48 oder 64 kb/s möglich, für stereo ist jeweils das Doppelte nötig. Es bedingt eine algorithmische Verzögerung (Latenzzeit) von 40 Millisekunden.
Für die 7-kHz-Variante existiert ein für den Instant-Messenger aMSN nachkonstruierter freier Codec in Form einer Programmbibliothek namens „libsiren“.

## Technik
Das Verfahren teilt das Signal in überlappende Blöcke von 20 Millisekunden Dauer. Für diese wird der quantisierte quadratische Mittelwert der Amplitude explizit übertragen und das Restsignal mit Frequenz-Koeffizienten aus einer modifizierte diskrete Kosinustransformation, eine Variante der diskreten Kosinustransformation vom Typ 4 beschrieben, welche zu 500-Hz-breiten Teilbändern gruppiert und quantisiert werden. Die Werte werden mit einer Art Huffman-Kodierung gepackt.

## Geschichte
Die Entwicklung der Siren-Codecs begann bei der Firma PictureTel Corporation für Telephonie-Zwecke. Diese entwickelte die Audioformate PT724 und PT716, die bei Datenraten von 24 beziehungsweise 16 kb/s Audio-Signale mit Frequenzen bis 7 kHz (Breitband) übertragen konnten. Es folgte die Weiterentwicklung „PT716plus“, die den direkten Vorläufer der Siren-Codecs darstellt. Mit der Übernahme des Herstellers fielen die Rechte an der Technik im Oktober 2001 an Polycom. Ein Teil der Technik (im Wesentlichen Siren7 und Siren14) wurde 1999 von der ITU-T als G.722.1 standardisiert und in diesem Zuge zur bedingten kostenlosen Nutzung freigegeben. Das 2008 verabschiedete G.719 baut auf Siren22 auf.